# Teyran
Teyran este o comună în departamentul Hérault din sudul Franței. În 2009 avea o populație de 4.358 de locuitori.

## Evoluția populației
| An        | 1975 | 1982  | 1990  | 1999  | 2006  | 2009  |
| --------- | ---- | ----- | ----- | ----- | ----- | ----- |
| Populație | 918  | 2.016 | 3.469 | 4.239 | 4.290 | 4.358 |